# Вишенки (усадьба)
Вишенки — усадьба графов Румянцевых и памятник архитектуры национального значения в селе Вишенки Черниговской области. В советские времена на территории усадьбы действовал пионерский лагерь. Сейчас здесь размещается детский оздоровительный лагерь «Созвездие».

## История
В 10 км от города Короп расположены небольшие села Вишенки и Черешенки. Оба населенных пункта ранее принадлежали герою битв при Егерсдорфе, Ларге и Кагуле фельдмаршалу, президенту Малороссийской коллегии, графу Петру Александровичу Румянцеву-Задунайскому. Известно, что он имел склонность к архитектуре и своим многочисленным имениям причудливый и странный вид.
В Вишенках и Черешенках в течение 1782—1787 годов на берегу Десны он построил целый комплекс зданий в модных для того времени формах неоклассического романтизма конца XVIII века. Дворец был построен специально к приезду Екатерины II во время её путешествия в Крым.
Расположенное на холме над прудом здание отдаленно напоминает средневековый замок, удачно вписанный в ландшафт. Своеобразно соединены детали, которые были заимствованы из готики, классицизма и восточной архитектуры. Величественный фасад с декоративными башнями, контраст кубических объёмов, круглых башен и ниш, различных по форме и размерам окон — все создает сильное впечатление неординарного здания. От центра дугами расходятся симметричные переходы к боковым флигелям.
Кое-где в интерьере сохранились удивительные лепные украшения в духе арабесок. Некоторые турецкие мотивы должны были напоминать о победах владельца усадьбы над Османской империей. Дворец строился под наблюдением ученика М. Мосцепанова архитектора Д. Г. Котляревского. Сам же автор проекта точно не известен, однако предполагается, что в его разработке мог участвовать сам Мосцепанов.
Перед приездом императрицы в 1787 году строительство дворца было закончено, тогда же освятили и новую Свято-Успенскую церковь. Так же известно, что в 1796 году у хозяина дворца гостил ещё один великий полководец А. В. Суворов, который ехал из Санкт-Петербурга на новое место службы в Тульчин.
До наших дней сохранилась церковь и только половина дворца. В 1809 году сын Румянцева продал дворец помещику Судиенко, однако позже передумал. Чтобы расторгнуть договор, он не придумал ничего лучшего, как разобрать половину дворца. То, что осталось, новый хозяин, князь Долгоруков, отреставрировал в 1840 году. В 1841 здесь родился его сын — Александр.
В Черешенках от владений Румянцева ничего не осталось, а когда-то здесь кроме жилых зданий были канцелярии, кухня, ведомства, птичник, казарма, прачечная и китайская беседка.
Постановлением Кабинета Министров УССР от 24.08.1963 № 970 «Про упорядочение дела учёта и охраны памятников архитектуры на территории Украинской ССР» («Про впорядкування справи обліку та охорони пам’ятників архітектури на території Української РСР») присвоен статус памятник архитектуры национального значения с охранным № 856 под названием Дворец.

## Архитектура
Усадьба в Вишенках является комплексом из нескольких одноэтажный строений в стиле романтического классицизма с элементами готики. В два этажа построен лишь центральный корпус, соединённый с остальной частью полукруглыми галереями. Отличительная особенность дворца — обилие башенок, зубцов, шпилей, имитирующих восточную архитектуру.

## Галерея

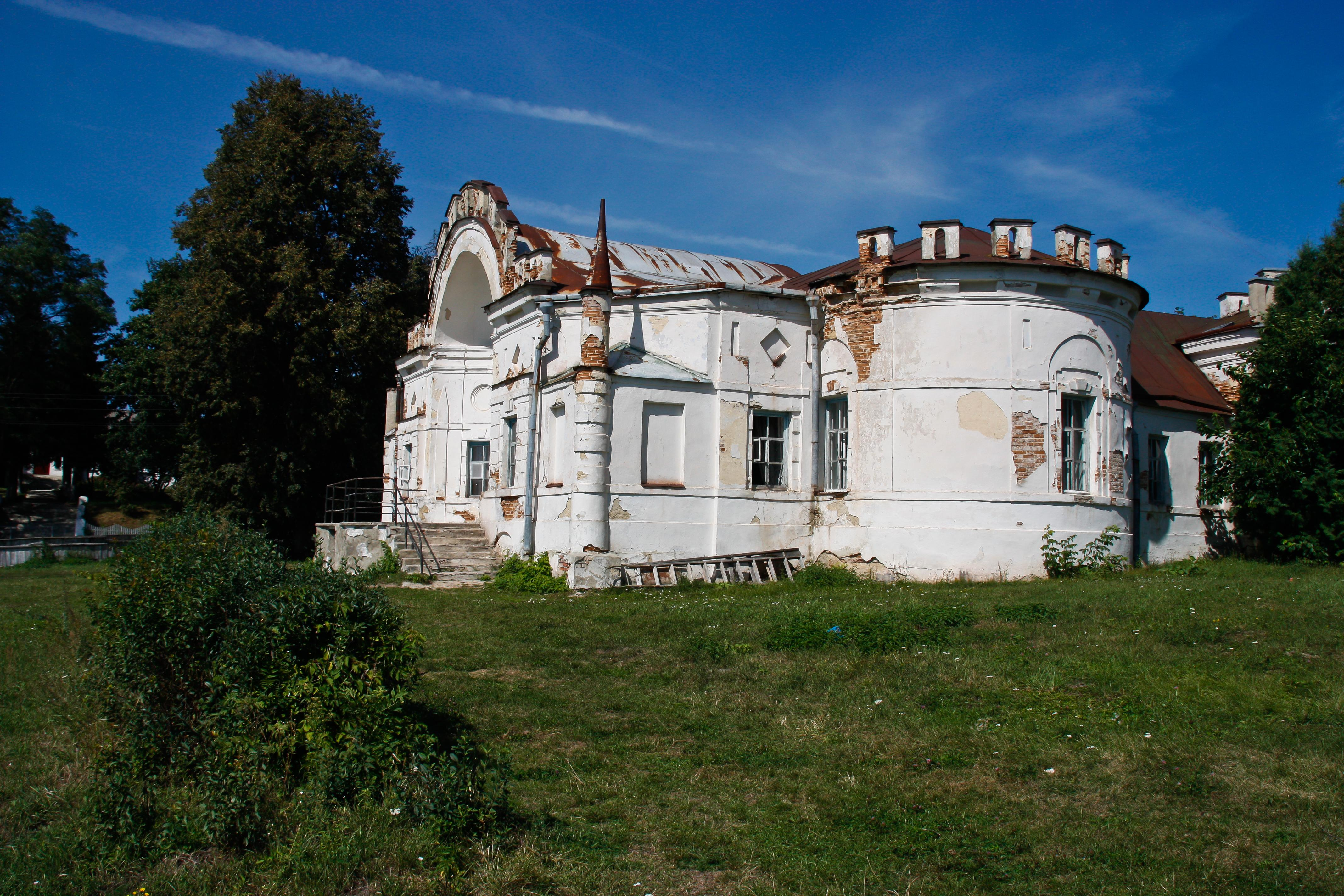
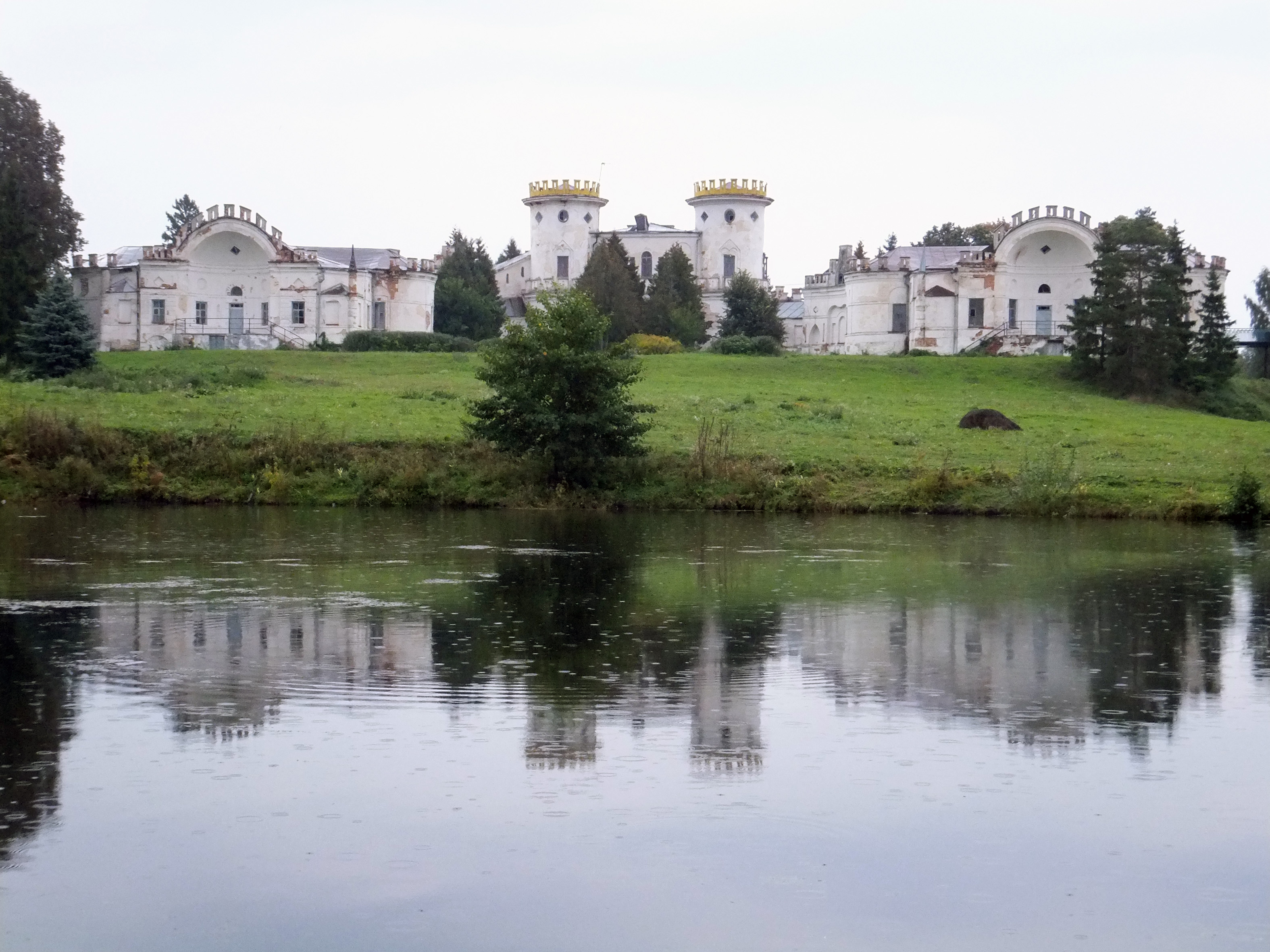
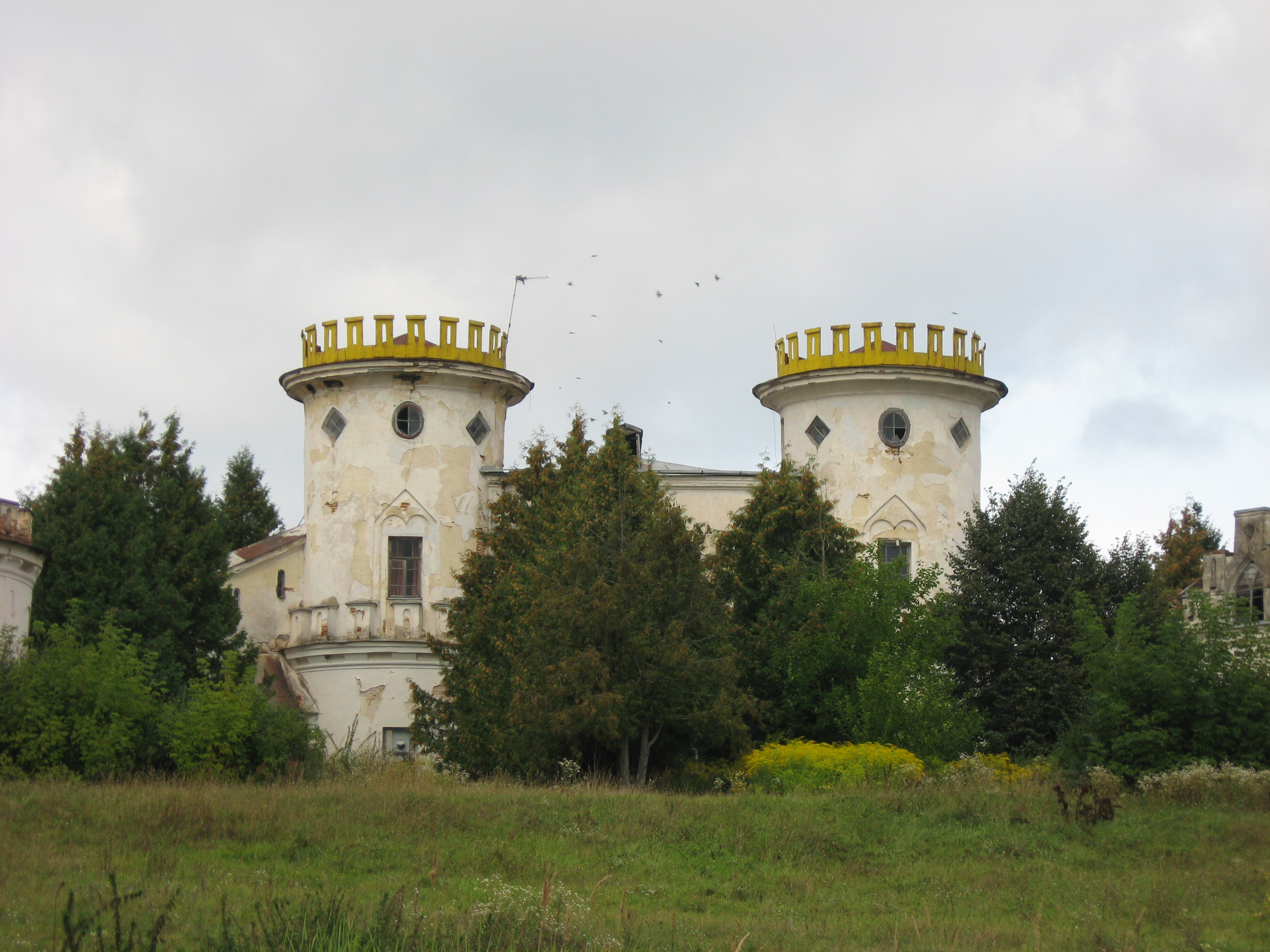